# Herbert Uerlings
Herbert Uerlings (* 1955 in Aldekerk) ist ein deutscher Germanist und Literaturwissenschaftler.

## Leben
Herbert Uerlings studierte von 1975 bis 1981 Germanistik, Philosophie und Pädagogik an der Universität zu Köln. 1983 promovierte er dort mit einer Arbeit über die Lyrik Peter Rühmkorfs. 1990 erfolgte die Habilitation mit der Arbeit Friedrich von Hardenberg (Novalis). Werk und Forschung in Köln. Seit 1991 ist er Professor für Neuere deutsche Literaturwissenschaft an der Universität Trier. Von 1998 bis 2010 war er Präsident der Internationalen Novalis-Gesellschaft.

## Projekte
- 1997–2000: DFG-Projekt Das Subjekt und die Anderen. Interkulturalität und Geschlechterdifferenz von der Frühen Neuzeit bis zur Gegenwart
- 2000–2006: Graduiertenkolleg Identität und Differenz. Geschlechterkonstruktion und Interkulturalität 18.-20. Jahrhundert (Sprecher gem. mit Viktoria Schmidt-Linsenhoff)
- 2005–2012: SFB 600 Fremdheit und Armut. Wandel von Inklusions- und Exklusionsformen von der Antike bis zur Gegenwart (Teilprojektleiter und Sprecher)[1]

## Schriften (Auswahl)

### Monographien
- Die Gedichte Peter Rühmkorfs. Subjektivität und Wirklichkeitserfahrung in der Lyrik. Bonn: Bouvier 1984 (Literatur und Wirklichkeit, Bd. 24), ISBN 978-3-416-01842-5
- Friedrich von Hardenberg, genannt Novalis. Werk und Forschung. Stuttgart: Metzler 1991, ISBN 978-3-476-00779-7
- Poetiken der Interkulturalität. Haiti bei Kleist, Seghers, Müller, Buch und Fichte. Tübingen: Niemeyer 1997 (Untersuchungen zur deutschen Literaturgeschichte, Bd. 92), ISBN 978-3-484-32092-5
- Novalis (Friedrich von Hardenberg). Stuttgart: Reclam 1998 (Universal-Bibliothek: Literaturstudium, Bd. 17612), ISBN 978-3-15-017612-2
- „Ich bin von niedriger Rasse“. (Post-)Kolonialismus und Geschlechterdifferenz in der deutschen Literatur. Köln, Weimar, Wien: Böhlau 2006, ISBN 978-3-412-01106-2

### Herausgeberschaften
- Novalis und die Wissenschaften. Hg. von Herbert Uerlings. Tübingen: Niemeyer 1997 (Schriften der Internationalen Novalis-Gesellschaft, Bd. 2), ISBN 978-3-484-10741-0
- ‚Blüthenstaub‘ – Rezeption und Wirkung des Werkes von Novalis. Hg. von Herbert Uerlings. Tübingen: Niemeyer 2000 (Schriften der Internationalen Novalis-Gesellschaft, Bd. 3), ISBN 978-3-484-10827-1
- Theorie der Romantik. Hg. von Herbert Uerlings. Stuttgart: Reclam 2000 (Universal-Bibliothek, Bd. 18088), ISBN 978-3-15-018088-4
- Novalis – Poesie und Poetik. Hg. von Herbert Uerlings. Tübingen: Niemeyer 2004 (Schriften der Internationalen Novalis-Gesellschaft, Bd. 4), ISBN 978-3-484-10858-5
- Weiße Blicke. Geschlechtermythen des Kolonialismus. Hg. von Viktoria Schmidt-Linsenhoff, Karl Hölz, Herbert Uerlings. Marburg: Jonas 2004, ISBN 978-3-89445-333-6
- ‚Zigeuner‘ und Nation. Repräsentation – Inklusion – Exklusion. Hg. von Herbert Uerlings und Iulia-Karin Patrut. Frankfurt am Main u.ö.: Peter Lang 2008 (Inklusion/Exklusion. Studien zu Fremdheit und Armut von der Antike bis zur Gegenwart, Bd. 8), ISBN 978-3-631-57996-1
- Strangers and Poor People. Changing Patterns of Inclusion and Exclusion in Europe and the Mediterranean World from Classical Antiquity to the Present Day. Hg. von Andreas Gestrich, Lutz Raphael und Herbert Uerlings. Frankfurt am Main u.ö.: Peter Lang 2009 (Inklusion/Exklusion. Studien zu Fremdheit und Armut von der Antike bis zur Gegenwart, Bd. 13), ISBN 978-3-631-59947-1
- Armut – Perspektiven in Kunst und Gesellschaft. Begleitband zur Ausstellung des Sonderforschungsbereichs 600. Hg. von Herbert Uerlings, Nina Trauth und Lukas Clemens. Darmstadt: Primus (Lizenzausgabe: Wissenschaftliche Buchgesellschaft) 2011, ISBN 978-3-89678-859-7
- Postkolonialismus und Kanon. Hg. von Herbert Uerlings und Iulia-Karin Patrut. Bielefeld: Aisthesis 2012 (Postkoloniale Studien in der Germanistik, Bd. 2), ISBN 978-3-89528-872-2
- Inklusion/Exklusion und Kultur. Theoretische Perspektiven und Fallstudien von der Antike bis zur Gegenwart. Hg. von Iulia-Karin Patrut und Herbert Uerlings. Köln, Weimar, Wien: Böhlau 2013, ISBN 978-3-412-22161-4